# The Battle of Evermore
«The Battle of Evermore» (en inglés, aproximadamente, ‘La batalla de Siempre Jamás’) es un tema acústico de la banda de rock británica, Led Zeppelin incluido en su álbum Led Zeppelin IV, que fue puesto a la venta en 1971. Está inspirada en la batalla entre ingleses y escoceses en el siglo XV.

## Composición y producción
Esta canción fue compuesta por el guitarrista Jimmy Page en Headley Grange valiéndose de la mandolina que pertenecía a John Paul Jones, bajista del grupo., tal como Page explicara en 1977:

«The Battle of Evermore» fue creada en el momento por Robert [Plant] y yo. Sólo tome la mandolina de Paul Jones, nunca antes había tocado la mandolina, y nada más escribí los acordes y todo lo demás de una sola vez.

El vocalista Robert Plant había estado leyendo sobre el folklore británico y esto lo inspiró a escribir las letras de la canción. Plant sintió que haría falta otra voz para grabar el tema e invitó para ello a la cantante Sandy Denny, miembro del grupo británico de folk Fairport Convention. Este es el único tema que Led Zeppelin grabó con una vocalista invitada. Esta canción, al igual que «Misty Mountain Hop»,  «Ramble On», «Tangerine» y «Over the Hills and Far Away», hace referencia a la obra de J. R. R. Tolkien, más precisamente a la novela El Señor de los Anillos.

## Interpretaciones en directo
«The Battle of Evermore» fue tocada en directo durante la gira de 1977 por los Estados Unidos. Para estas interpretaciones en directo, Jones cantaba la parte de Sandy Denny y tocaba la guitarra acústica mientras que Page tocaba la mandolina. A veces era John Bonham, baterista de la banda quien se encargaba de cantar la parte vocal correspondiente a Denny.

## Otras versiones

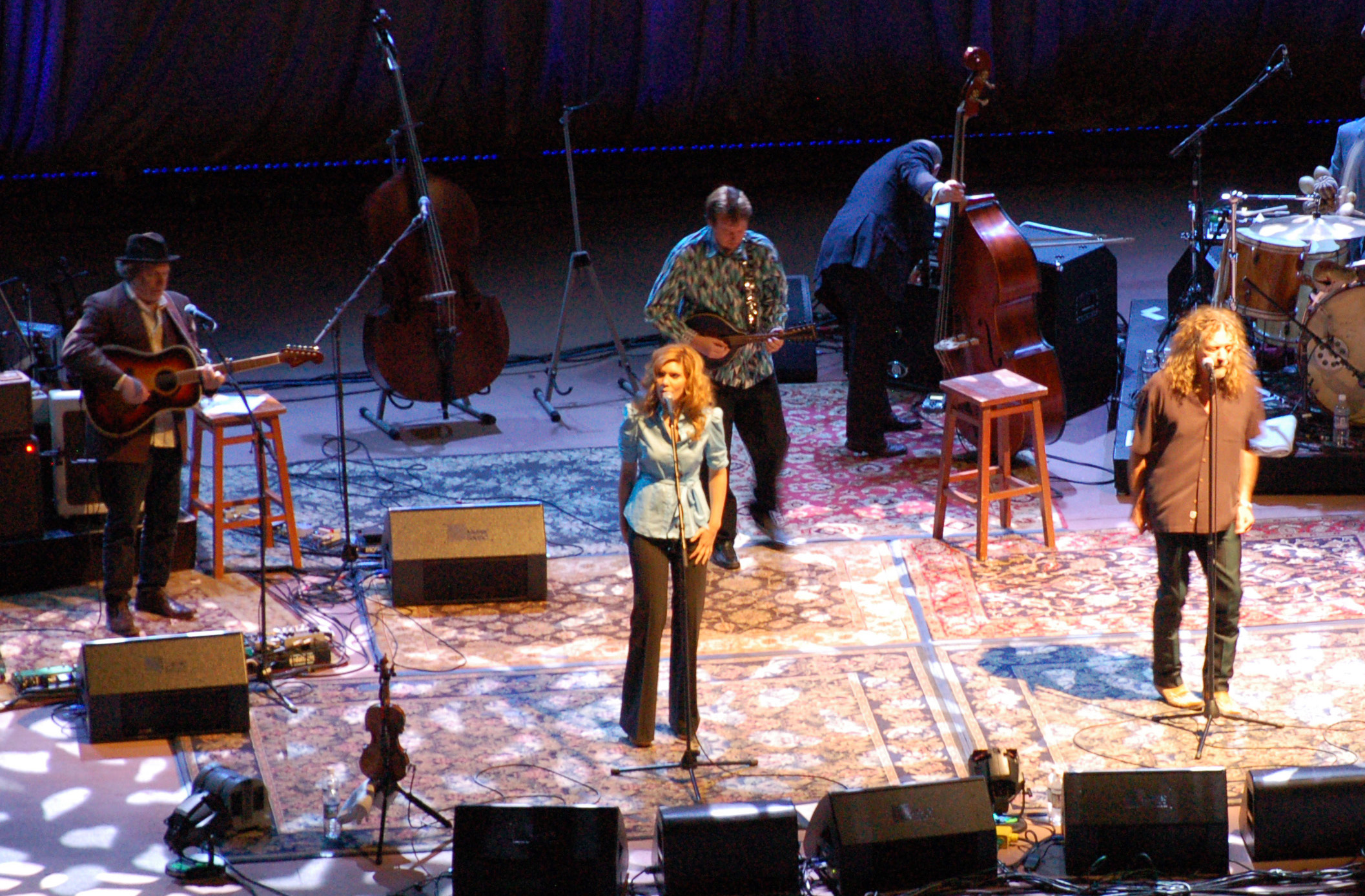
The Battle of Evermore (Alison Krauss y Robert Plant en el Red Rocks Amphitheatre, de Morrison; 2008).

- Page and Plant también grabaron una versión de esta canción en 1994 para su álbum No Quarter: Jimmy Page and Robert Plant Unledded. En esta ocasión la cantante Najma Akhtar cantó la parte vocal correspondiente a Sandy Denny.
- Ann Wilson y Nancy Wilson del grupo Heart, grabaron una versión en la banda de sonido para el film Singles del año 1992 bajo el nombre de «The Lovemongers».
- El grupo The Fellowship también grabó un cover en su álbum In Elven Lands.
- Arjen Lucassen recoge su propia versión en el disco Lost in the New Real (2012), que canta él mismo junto a Elvya Dulcimer.